# Park Ye-eun (calciatrice)
Park Ye-eun (박예은?; 17 ottobre 1996) è una calciatrice sudcoreana, centrocampista degli Hearts e della nazionale sudcoreana.

## Carriera

### Club
Park iniziò la sua carriera in patria, iniziando fin dalla giovanissima età di 11 anni nelle squadre di calcio degli istituti scolastici, affiancando lo studio all'Università della Corea con l'attività agonistica tra il 2015 e il 2016, mettendosi in luce negli ultimi anni tanto da guadagnarsi le prime convocazioni nelle nazionali giovanili del suo paese da parte della Federcalcio sudcoreana e il premio come miglior giovane calciatrice dell'anno sudcoreana per l'anno 2016.
Nel 2017 inizia la sua carriera professionistica, vestendo fino al 2022 la maglia del Gyeongju KHNP.
Nell'agosto 2022, Park coglie la sua prima opportunità di disputare un campionato all'estero, firmando un contratto biennale con il Brighton & Hove, raggiungendo così la sua compagna di nazionale Lee Geum-min in organico con il club inglese dal 2020. A disposizione del tecnico Hope Powell debutta in Women's Super League, massima serie del campionato inglese femminile di calcio il 16 ottobre 2022, alla 4ª giornata di WSL, rilevando al 71' Danielle Carter nella sconfitta esterna per 4-0 con il Manchester United.
Il 14 settembre 2023, Park passa a titolo definitivo agli Hearts, nella massima serie scozzese.

### Nazionale
Park inizia ad essere convocata dalla Federcalcio sudcoreana nel 2014, inserita nella formazione Under-20 impegnata nel Mondiale di Canada 2014 di categoria, condividendo il percorso della propria nazionale che, dopo aver passato il turno nella prima fase viene eliminata, ai calci di rigore dopo che l'incontro era terminato a reti inviolate, ai quarti di finale dalle pari età della Francia. in quell'occasione il tecnico federale Jong Song-Chon la impiega nei tre incontri della fase a gironi.
Nel 2015 è in rosa con la Under-19 che disputa il campionato asiatico di Cina 2015, aiutando la Corea del Sud a conquistare il gradino più basso del podio, ottenendo così l'accesso con l'Under-20 al Mondiale di Papua Nuova Guinea 2016.